# Phascolonus
Phascolonus Owen, 1872 è un genere estinto di marsupiali australiani, appartenente alla famiglia Vombatidae.
La specie più grande, Phascolonus gigas, pesava fino a 200 kg. Phascolonus esisteva accanto a un marsupiale ancora più grande, Diprotodon, che pesava fino a tre tonnellate.